# Мургед (Айова)
Мургед (англ. Moorhead) — місто (англ. city) в США, в окрузі Монона штату Айова. Населення — 199 осіб (2020).

## Географія
Мургед розташований за координатами 41°55′28″ пн. ш. 95°51′3″ зх. д. / 41.92444° пн. ш. 95.85083° зх. д. (41.924341, -95.850715).  За даними Бюро перепису населення США в 2010 році місто мало площу 0,84 км², уся площа — суходіл.

## Демографія
Згідно з переписом 2010 року, у місті мешкало 226 осіб у 105 домогосподарствах у складі 63 родин. Густота населення становила 270 осіб/км².  Було 117 помешкань (140/км²).
Расовий склад населення:
| - 98,2 % — білих - 0,9 % — азіатів - 0,4 % — чорних або афроамериканців |

До двох чи більше рас належало 0,4 %. Частка іспаномовних становила 0,9 % від усіх жителів.
За віковим діапазоном населення розподілялося таким чином: 16,4 % — особи молодші 18 років, 56,2 % — особи у віці 18—64 років, 27,4 % — особи у віці 65 років та старші. Медіана віку мешканця становила 51,4 року. На 100 осіб жіночої статі у місті припадало 100,0 чоловіків;  на 100 жінок у віці від 18 років та старших — 92,9 чоловіків також старших 18 років.
Середній дохід на одне домашнє господарство  становив 46 196 доларів США (медіана — 32 750), а середній дохід на одну сім'ю — 54 651 долар (медіана — 43 750). За межею бідності перебувало 24,6 % осіб, у тому числі 64,3 % дітей у віці до 18 років та 0,0 % осіб у віці 65 років та старших.
Цивільне працевлаштоване населення становило 96 осіб. Основні галузі зайнятості: освіта, охорона здоров'я та соціальна допомога — 20,8 %, виробництво — 18,8 %, транспорт — 11,5 %, роздрібна торгівля — 11,5 %.